# Iglesia de San Diego (Santiago de Chile)
La iglesia de San Diego fue una iglesia católica ubicada en Santiago de Chile, fundada en el siglo XVIII por la orden franciscana. Estaba ubicada en la Alameda de las Delicias, al costado oriente de lo que es hoy la Casa Central de la Universidad de Chile (calle Arturo Prat).

## Historia

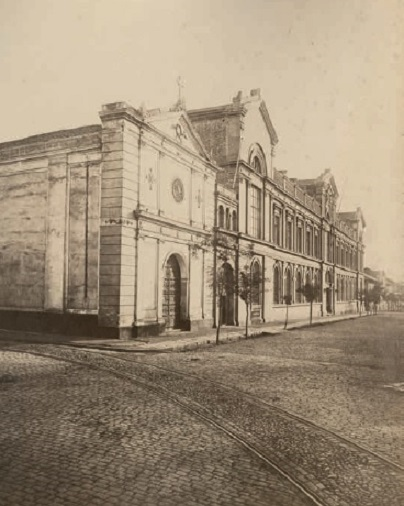
La iglesia, a un costado de la Casa Central de la Universidad de Chile, a fines del.

Los terrenos donde se construyó fueron donados en 1664 por María Viera, viuda del capitán Lorenzo Nuñez, a los franciscanos. La iglesia conformaba un complejo también compuesto por un convento y el Colegio de San Diego de Alcalá, que funcionó entre 1678 y 1812. Le dio el nombre a la calle San Diego, que fue construida en 1788 al costado poniente del templo, y que entonces era la salida de la ciudad hacia el sur.
Con la guerra de la Independencia, el complejo franciscano fue ocupado como cuartel tanto de patriotas (1812-1814, ocupado por José Miguel Carrera) como de realistas (1814-1817). Posteriormente volvió a ser colegio franciscano (1817-1822) y más tarde fue utilizado como casa de huérfanos (1824-1840) y cárcel de mujeres y niños, Cuartel N°1 y Cuartel N°3 (1841).
El huerto de la iglesia fue donde se construyó el Instituto Nacional y la sede provisoria de la Universidad de Chile entre 1844 y 1850. Entre 1858 y 1872 frente a la iglesia se encontraba uno de los terminales de la primera línea de tranvías de Santiago: el «ramal de la Cañada» que circulaba por la Alameda hasta la Estación Central de ferrocarriles.
La casa central de la universidad fue construida sobre la Alameda entre 1863 y 1872. En 1884 la iglesia fue habilitada como biblioteca del Instituto Nacional, y en 1928 fue finalmente demolida.